# Stuff (magazine)
Stuff est un magazine masculin britannique spécialisé dans l'électronique grand public et l'avenir de la technologie.